# Слажнев, Василий Григорьевич
Василий Григорьевич Слажнев (17 июля 1932, Тульская область — 22 сентября 1976) — советский хозяйственный, государственный и политический деятель, Герой Социалистического Труда.

## Биография
Родился в 1932 году на территории Тульского округа. Член КПСС.
С 1950 года — на хозяйственной, общественной и политической работе. В 1950—1976 гг. — работник на угольной шахте Тульского бассейна, проходчик, бригадир комсомольско-молодежного коллектива проходчиков, начальник смены строительно-монтажного управления № 7 Московского метростроя Министерства транспортного строительства СССР.
Указом Президиума Верховного Совета СССР от 28 июля 1966 года присвоено звание Героя Социалистического Труда с вручением ордена Ленина и золотой медали «Серп и Молот».
Делегат XXIV съезда КПСС.
Погиб в Москве в 1976 году.